# Bandéo-Naponé
Pour les articles homonymes, voir Bandéo et Naponé (homonymie).
Bandéo-Naponé est une localité située dans le département de Pouni de la province du Sanguié dans la région Centre-Ouest au Burkina Faso.

## Géographie
Ce village, situé à 60 kilomètres à l'ouest de Koudougou, a une population estimée à plus de 3 000 personnes.

## Éducation et santé
Bandéo-Naponé accueille un centre de santé et de promotion sociale (CSPS) tandis que le centre médical avec antenne chirurgicale (CMA) se trouve à Réo.
Le village possède une école primaire publique.

## Personnalités liées au village
La judokate burkinabée Séverine Nébié est née à Bandéo-Naponé en 1982.